# Dar Āvīz
Dar Āvīz (persiska: در آویز, Darāvīzeh-ye Yek, Derāvīz-e Yek, Darāvīzeh, Darāvīzeh-ye Do, Derāvīzeh Yek) är en ort i Iran.   Den ligger i provinsen Khuzestan, i den centrala delen av landet, 500 km sydväst om huvudstaden Teheran. Dar Āvīz ligger 26 meter över havet och antalet invånare är 230.
Terrängen runt Dar Āvīz är platt. Runt Dar Āvīz är det ganska tätbefolkat, med 144 invånare per kvadratkilometer. Närmaste större samhälle är Veys, 15,8 km söder om Dar Āvīz. Omgivningarna runt Dar Āvīz är i huvudsak ett öppet busklandskap.